# Tóth Bálint (labdarúgó, 1950)
Tóth Bálint (Budapest, 1950. február 11. –) labdarúgó, csatár, középpályás, edző.

## Pályafutása

### Klubcsapatban
1961-ben a Vasasban kezdte a labdarúgást. 1968-ban mutatkozott be az élvonalban (1967-1975, 155 mérk.). Az angyalföldi csapattal egyszeres bajnoki ezüst- és kétszeres bronzérmes (1970), KK Győztes (1973) egyszeres magyar kupagyőztes. 1975 -1978 között a Csepel együttesében játszott (40 mérk.), 1978-1980 között Budafok FC. 1985-1990 között az osztrák UFC Pama labdarúgója volt. 1986-1990 között  UFC PAMA spiler tréner/játékosedző.

### A válogatottban
Nyolcszoros ifjúsági (1967-70) Hatszoros utánpótlás válogatott (1970–73), egyszeres (olimpiai-egyéb válogatott -1971).

### Edzőként
1985-1990  UFC PAMA/Ausztria/ kezdte edzői pályafutását.  1990-92 Vasas  ifjúsági csapatának az edzőjeként tevékenykedett. 1992 és 1994 között az első csapat pályaedző, kettő alkalommal vezetőedzője volt (1993-1995).

## Sikerei, díjai

### Játékosként
- Magyar bajnokság
  - 3.: 1968, 1970–71, 1972–73,
- Magyar kupa (MNK)
  - győztes: 1973
  - Közép-Európai Kupa (KK)
  - győztes 1970